# Cingula
Cingula is een geslacht van weekdieren uit de klasse van de Gastropoda (slakken).

## Soorten
- Cingula aequa (E. A. Smith, 1890)
- Cingula agapeta (E. A. Smith, 1890)
- Cingula alvearium (Watson, 1886)
- Cingula atomaria A. A. Gould, 1861
- Cingula australiensis Thiele, 1930
- Cingula compsa (E. A. Smith, 1890)
- Cingula conoidea Thiele, 1930
- Cingula conspecta (E. A. Smith, 1904)
- Cingula dautzenbergi Glibert, 1949 †
- Cingula dharma (Yokoyama, 1926) †
- Cingula farquhari (E. A. Smith, 1910)
- Cingula fernandinae (Dall, 1927)
- Cingula helenae Ponder, 1985
- Cingula inconspicua C. B. Adams, 1852
- Cingula intermedia Thiele, 1930
- Cingula koeneni Glibert, 1952 †
- Cingula madreporica Issel, 1869
- Cingula montereyensis Bartsch, 1912
- Cingula nitidula Thiele, 1930
- Cingula outis (Tomlin, 1931)
- Cingula paradoxa Thiele, 1930
- Cingula parryensis Ladd, 1966 †
- Cingula perfecta (E. A. Smith, 1890)
- Cingula psammatica Issel, 1869
- Cingula pupina Cossmann, 1918
- Cingula regiorivi A. W. Janssen, 1967 †
- Cingula scalpta Thiele, 1930
- Cingula scipio Dall, 1887
- Cingula simulans (E. A. Smith, 1890)
- Cingula sternbergensis R. Janssen, 1978 †
- Cingula stewardsoni (Vanatta, 1909)
- Cingula terebellum C. B. Adams, 1852
- Cingula trifasciata (J. Adams, 1800)
- Cingula turoniensis Glibert, 1949 †
- Cingula vaga (E. A. Smith, 1890)
- Cingula varicifera (E. A. Smith, 1890)
- Cingula villae Issel, 1869
- Cingula waabitica
- Cingula wallichi (E. A. Smith, 1890)
- Cingula whitechurchi (Turton, 1932)
- Cingula winslowae (Bartsch, 1928)